# Droga krajowa nr 491 (Węgry)
Droga krajowa nr 491 (węg. 491-es főút) – droga krajowa w komitacie Szabolcs-Szatmár-Bereg na Węgrzech. Długość - 38 km. Przebieg: 
- Győrtelek – skrzyżowanie z 49
- Fehérgyarmat
- przejście graniczne Tiszabecs – Wyłok na granicy węgiersko-ukraińskiej - połączenie z ukraińską drogą R03